# 1725
1725 (MDCCXXV) a fost un an obișnuit al calendarului gregorian, care a început într-o zi de duminică.

## Evenimente
- Pe 25 ianuarie, corsarul spaniol Amaro Pargo primește titlul de Hidalgo (nobil).

## Nașteri
- 2 aprilie: Casanova (n. Giacomo Girolamo Casanova de Seingalt), scriitor, matematician, soldat, avocat, filosof, politician, diplomat, dansator, spion francez (d. 1798)

## Decese
- 28 ianuarie: Petru I al Rusiei împărat și autocrat al întregii Rusii (n. 1672)
- 22 octombrie: Alessandro Scarlatti compozitor italian (n. 1660)
- 6 ianuarie: Chikamatsu Monzaemon dramaturg japonez (n. 1653)
- dată necunoscută: Miklós Bercsényi  (n. 1665)
- dată necunoscută: Louis d'Aubusson de la Feuillade ofițer francez (n. 1673)
- dată necunoscută: Cristóbal Hernández de Quintana pictor spaniol (n. 1651)
- 9 iulie: Radu Greceanu poet român (n. 1650)
- dată necunoscută: Teodor Corbea  (n. 1670)